# Motorola W315
El W315 es un teléfono móvil producido por Motorola. Es ofrecido actualmente en Estados Unidos por proveedores CDMA.

## Especificaciones
- Forma: Clamshell
- Antena: Externa extendible
- Duración de la batería: hablando: 207 minutos, en espera: 212 horas
- Tipo de bateríae: Lithium-ion 880 mAh
- Capacidad de la agenda: 1000
- Navegador web: WAP 2.0 Dual Stack con openwave 6.2.3